# Heidi Horten
Heidi Horten, (nata Jelinek) (Vienna, 13 febbraio 1941 – Klagenfurt, 12 giugno 2022), è stata una collezionista d'arte, filantropa e miliardaria austriaca, vedova dell'uomo d'affari Helmut Horten (arricchitosi durante il periodo nazista) ed "ereditiera dei grandi magazzini"  Horten AG.
Secondo Forbes, nel maggio 2020 il suo patrimonio netto era stimato in 3 miliardi di dollari.

## Biografia
Heidi Jelinek, figlia di un incisore viennese, all'epoca segretaria di professione, conobbe l'imprenditore tedesco Helmut Horten, 32 anni più anziano di lei che ne aveva 19, nel 1959 (secondo un'altra fonte 1964) in un bar a Velden am Wörther See. Helmut Horten si era arricchito nel periodo dell'"arianizzazione" durante l'era nazista per diventare dopo la guerra il "re dei grandi magazzini". I due si sposarono nel 1966. Horten regalò alla sua sposa il Wittelsbach-Graff blu, un diamante da 35 carati proveniente dal tesoro dei gioielli della corona bavarese. Quando suo marito morì nel novembre 1987, Heidi Horten ereditò l'intera fortuna derivata dai proventi del gruppo di grandi magazzini, che fu venduto da Helmut Horten per un importo di circa 1 miliardo di dollari USA.

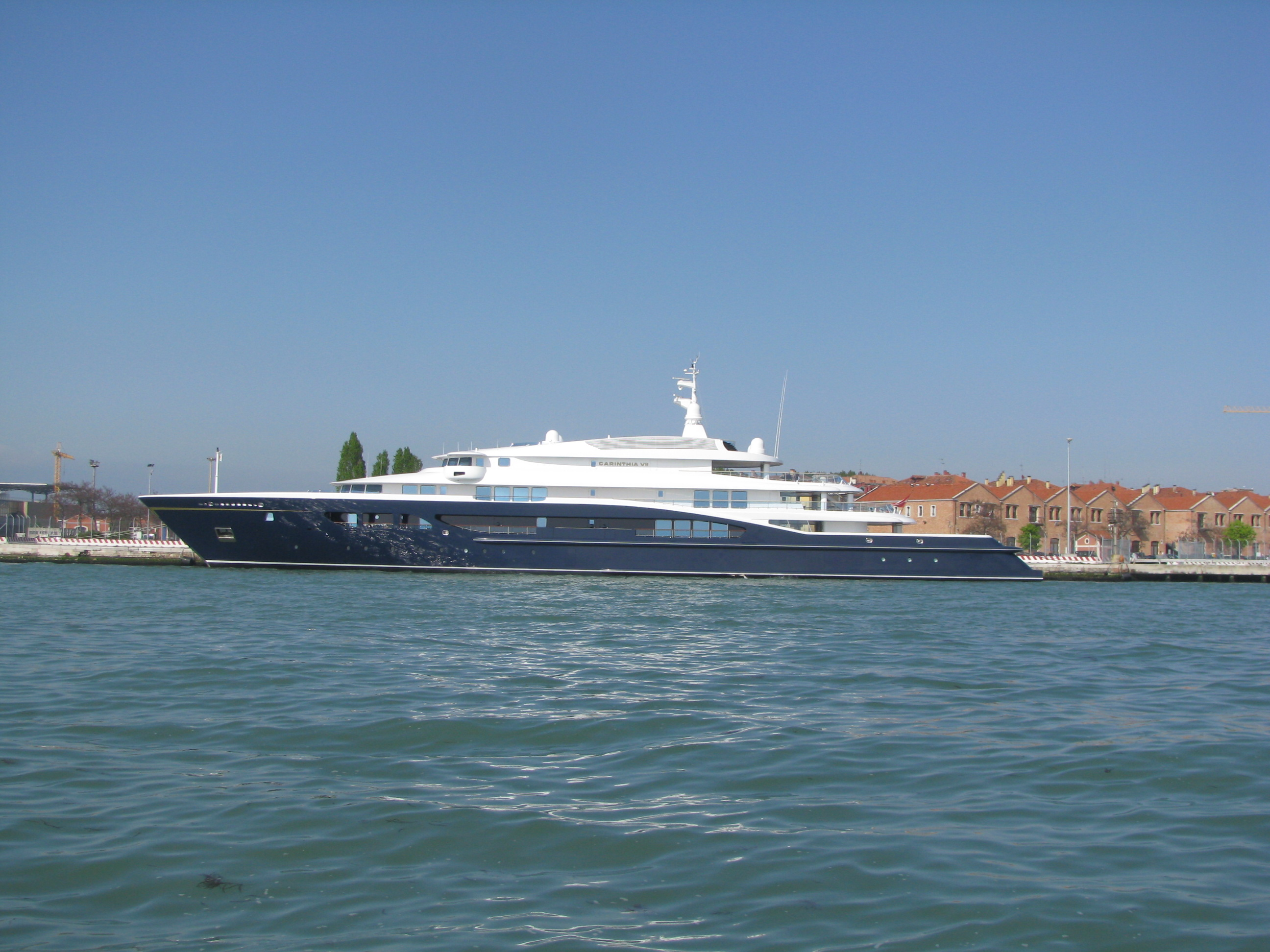
Lo yacht di lusso Carinthia VII (di proprietà di Heidi Horten, Austria) a Venezia.

Nel 1994, la vedova Horten sposò il grossista francese di fiori Jean-Marc Charmat nel club dei milionari Lyford Cay alle Bahamas e prese il suo nome. Il matrimonio finì con un divorzio nel 1998. Heidi Charmat riprese il nome Horten e grazie al divorzio poté aumentare il suo patrimonio. Ebbe poi una relazione con un ex banchiere britannico diventato ricco come consulente finanziario del magnate dei media Robert Maxwell. Alla fine di giugno 2015 si sposò per la terza volta con Karl “Kari” Anton Goëss,  che conosceva già da 20 anni.
Goëss-Horten, che evitava il pubblico dei media e rilasciava interviste solo raramente, divideva il suo tempo tra Vienna e il Ticino quando era in Europa, e Lyford Cay, alle Bahamas. Negli ultimi tempi viveva nella sua villa simile a un castello sul lago Wörthersee in Carinzia. Aveva altre residenze a Vienna e alle Bahamas. Nel 2020 ha acquisito il castello di Thürn.  Nel 2020 Goëss-Horten incaricò lo storico di Würzburg Peter Hoeres di fornire un parere esperto sulla ricchezza e sullo sviluppo economico di Helmut Horten nel contesto dell'"arianizzazione" durante il periodo del Terzo Reich.
Nel 2008, Heidi Horten vendette tramite Christie's il Wittelsbacher blu, che aveva ricevuto come regalo di nozze da Helmut Horten, per 23,4 milioni di dollari.
Nell'agosto 2019 è emerso che Horten aveva donato circa un milione di euro nel 2018 e nel 2019 al Partito popolare austriaco (ÖVP).
Morì il 12 giugno 2022 a Klagenfurt all'età di 81 anni.

## Collezione d'arte
Horten accumulò una collezione d'arte di oltre 500 opere, che includeva dipinti di Pablo Picasso, Marc Chagall, Jean-Michel Basquiat, Andy Warhol, Gerhard Richter, Georg Baselitz e Yves Klein. Nel 2018, 170 opere della Collezione Heidi Horten sono state esposte al Museo Leopold di Vienna.
Nel 2019, Horten annunciò l'intenzione di aprire un museo privato, dopo aver acquistato a Vienna un palazzo di 155 anni di 2.000 metri quadrati per ospitare la collezione. Progettato dagli architetti Marie-Therese Harnoncourt-Fuchs e Ernst Fuchs,  il museo fu aperto al pubblico nel 2022.
Dopo la morte di Horten, la sua collezione di gioielli è stata messa all'asta da Christie's nel maggio 2023. L'asta ha stabilito un record per la singola collezione di gioielli più preziosa, raccogliendo 180 milioni di franchi (201 milioni di dollari). A seguito di polemiche sulla fonte della fortuna di Horten, Christie's annunciò che una parte del ricavato sarebbe stata devoluta all'educazione sull'Olocausto e alle cause correlate. Il 31 agosto 2023, Christie's ha annullato completamente l'asta dopo che enti di beneficenza e organizzazioni ebraiche si sono rifiutati di accettare qualsiasi somma relativa alla vendita.